# The American Dream Is Killing Me
"The American Dream Is Killing Me" é o primeiro single do décimo quarto álbum de estúdio da banda de rock americana Green Day, Saviors (2024). Foi lançado junto com um videoclipe em 24 de outubro de 2023 pela Reprise Records. É o primeiro single do Green Day desde ¡Tré! a ser produzido por Rob Cavallo.

## Antecedentes e composição
No dia 1 de outubro de 2023, a banda lançou um novo site com o nome "The American Dream Is Killing Me", que divulgava uma nova música e mostrava o dia 24 de outubro de 2023 circulado em um calendário. A banda lançou vários teasers nas semanas seguintes, até 24 de outubro, quando a música foi lançada junto com um videoclipe. Houve também um vinil fornecido para um número limitado de pessoas que inseriram seu endereço no novo site que continha a música, e uma segunda música inédita do álbum chamada "Look Ma, No Brains!". A música foi uma das últimas que gravaram para o álbum.
Os riffs de guitarra lembram American Idiot e 21st Century Breakdown, assim como as cordas no meio e as letras sobre o sonho americano. O solo de guitarra utiliza a melodia de um dos maiores singles da banda "Basket Case". Billie Joe disse sobre a música que é "um olhar sobre a maneira como o sonho americano tradicional não funciona para muitas pessoas - na verdade, está prejudicando elas.”

## Videoclipe
O videoclipe foi lançado junto com o single em 24 de outubro de 2023, após a banda ter lançado uma série de teasers nas semanas anteriores. O vídeo começa com uma mulher presa no trânsito ouvindo uma estação de rádio antes de mudar para uma estação de música que começa a tocar a música antes de ser atacada por um zumbi. O vídeo mostra a banda tocando a música no meio de um apocalipse zumbi. O vídeo foi dirigido por Brendan Walter e Ryan Baxley.

## Lista de músicas
Todas as letras escritas por Billie Joe Armstrong, todas as músicas compostas por Green Day.
| N.º | Título                             | Duração |  |
| 1.  | "The American Dream Is Killing Me" | 3:06    |  |

Vinil de 7 polegadas
| Lado A |                                    |         |  |
| N.º    | Título                             | Duração |  |
| 1.     | "The American Dream Is Killing Me" | 3:06    |  |

| Lado B |                       |         |  |
| N.º    | Título                | Duração |  |
| 1.     | "Look Ma, No Brains!" | 2:00    |  |

## Créditos
Green Day
- Billie Joe Armstrong – guitarra, vocal principal
- Mike Dirnt – baixo, backing vocals
- Tré Cool – bateria, percussão

Produção
- Rob Cavallo – produtor
- Chris Lord-Alge – mixagem